# В'єра-Вест (Флорида)
В'єра-Вест (англ. Viera West) — переписна місцевість (CDP) в США, в окрузі Бревард штату Флорида. Населення — 16 688 осіб (2020).

## Географія
В'єра-Вест розташована за координатами 28°14′42″ пн. ш. 80°44′2″ зх. д. / 28.24500° пн. ш. 80.73389° зх. д. (28.245036, -80.733802).  За даними Бюро перепису населення США в 2010 році переписна місцевість мала площу 23,40 км², з яких 23,05 км² — суходіл та 0,34 км² — водойми.

## Демографія
Згідно з переписом 2010 року, у переписній місцевості мешкала 6641 особа в 2681 домогосподарстві у складі 1987 родин. Густота населення становила 284 особи/км².  Було 3020 помешкань (129/км²).
Расовий склад населення:
| - 85,2 % — білих - 5,5 % — чорних або афроамериканців - 4,7 % — азіатів - 0,2 % — корінних американців - 0,1 % — вихідців з тихоокеанських островів - 1,4 % — осіб інших рас |

До двох чи більше рас належало 2,9 %. Частка іспаномовних становила 10,3 % від усіх жителів.
За віковим діапазоном населення розподілялося таким чином: 24,6 % — особи молодші 18 років, 57,8 % — особи у віці 18—64 років, 17,6 % — особи у віці 65 років та старші. Медіана віку мешканця становила 41,5 року. На 100 осіб жіночої статі у переписній місцевості припадало 95,6 чоловіків;  на 100 жінок у віці від 18 років та старших — 91,5 чоловіків також старших 18 років.
Середній дохід на одне домашнє господарство  становив 97 127 доларів США (медіана — 86 974), а середній дохід на одну сім'ю — 106 601 долар (медіана — 95 362). За межею бідності перебувало 4,4 % осіб, у тому числі 1,1 % дітей у віці до 18 років та 0,0 % осіб у віці 65 років та старших.
Цивільне працевлаштоване населення становило 3449 осіб. Основні галузі зайнятості: освіта, охорона здоров'я та соціальна допомога — 21,5 %, виробництво — 14,9 %, публічна адміністрація — 12,9 %, фінанси, страхування та нерухомість — 12,9 %.